# Roos Abels
Roos Jasmijn Abels (Purmerend, 23 de septiembre de 1999) es una modelo neerlandesa. Debutó como modelo exclusiva de Prada. A los 14 años, generó controversia sobre si se debía permitir el desfilar en la pasarela a modelos menores de 16 años. Models.com la considera una "Money Girl". Vogue la ha comparado con las top models Caroline Trentini, Natalia Vodiánova, Gemma Ward y Jessica Stam.
Abels ha aparecido en editoriales para W, la revista Love, Vogue Italia, Vogue París, Vogue Australia y Vogue China.